# تياغو كالفانو
تياغو كالفانو (بالبرتغالية: Tiago Coelho Branco Calvano‏) (19 مايو 1981 بريو دي جانيرو في البرازيل - ) هو لاعب كرة قدم برازيلي في مركز الدفاع. لعب مع بوتافوغو ريغاتاس وسيدني إف سي وفورتونا دوسلدورف ونادي برشلونة ب ونادي بيروجيا ونادي دويسبورغ ونادي يانغ بويز ونيوكاسل يونايتد جتس وايه إس دي سامبينديتيس كالتشيو ‏ وMinnesota United FC (2010–2016) ‏.

## روابط خارجية
- تياغو كالفانو على موقع قاعدة بيانات كرة القدم.إي يو (الإنجليزية)
- تياغو كالفانو على موقع عالم كرة القدم.نت (الإنجليزية)